# 瑞秋·加西亞
瑞秋·勞倫·加西亞（英語：Rachel Lauren Garcia，1997年3月30日—）是一名出生於美國加利福尼亞州的壘球選手，司職投手。她曾隨隊參加2020年夏季奧林匹克運動會壘球比賽，結果獲得銀牌。

## 外部連結
- 瑞秋·加西亞的X（前Twitter）
- 瑞秋·加西亞的Instagram帳戶